# Bijou Hills
Bijou Hills (lakota: Wíyukeze Pahá) è un census-designated place (CDP) degli Stati Uniti d'America della contea di Brule nello Stato del Dakota del Sud. La popolazione era di 6 abitanti al censimento del 2010.
Il CDP si trova nella parte meridionale della contea, alla base sud di una piccola cresta conosciuta come Bijou Hills. La comunità si trova a 1,2 miglia (1,9 km) a nord-est della South Dakota Highway 50 e 18 miglia (29 km) a sud della Interstate 90.

## Geografia fisica
Secondo lo United States Census Bureau, il CDP ha una superficie totale di 13,6 km², dei quali 13,6 km² di territorio e 0 km² di acque interne (0% del totale).

## Storia
Bijou Hills fu progettata nel 1875 e prende il nome da una vicina catena montuosa. Un ufficio postale chiamato Bijou Hills fu istituito nel 1877 e rimase in funzione fino al 1957.

## Società

### Evoluzione demografica
Secondo il censimento del 2010, la popolazione era di 6 abitanti.

### Etnie e minoranze straniere
Secondo il censimento del 2010, la composizione etnica del CDP era formata dal 100% di bianchi, lo 0% di afroamericani, lo 0% di nativi americani, lo 0% di asiatici, lo 0% di oceanici, lo 0% di altre razze, e lo 0% di due o più etnie. Ispanici o latinos di qualunque razza erano lo 0% della popolazione.